# Jean-Pierre Vernant

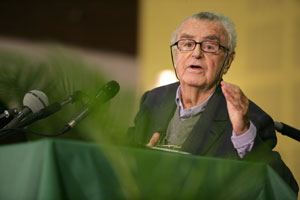
Jean-Pierre Vernant, 2006

Jean-Pierre Vernant (* 4. Januar 1914 in Provins, Frankreich; † 9. Januar 2007 in Sèvres, Frankreich) war ein französischer Altphilologe, Religions- und Kulturhistoriker und Anthropologe.

## Leben und Wirken
Jean-Pierre Vernant lehrte an der École pratique des hautes études in Paris und war Professeur honoraire am Collège de France. Sein Forschungsgebiet waren die griechische Mythologie und ihre anthropologischen Implikationen für die Religions- und Kulturgeschichte der Antike. Er war Schüler von Louis-Jules Gernet, dessen Hauptwerke er postum veröffentlichte, und der erste Altphilologe, der die strukturalistische Methode Claude Lévi-Strauss’ systematisch auf das Studium der griechischen Mythologie anwandte. Zusammen mit Pierre Vidal-Naquet und Marcel Detienne gründete Vernant die sogenannte École de Paris der historischen Anthropologie, die die griechische Antike auf der Basis einer strukturanthropologischen und sozialwissenschaftlichen Gesamtgrundlage zu erfassen sucht. Mit seinen unkonventionellen interdisziplinären Arbeiten fand er international große Beachtung. Laut Bernd Janowski gehört er „zu den Wegbereitern einer Historischen Anthropologie der Antike“.
Jean-Pierre Vernant war Mitglied der Jeunesse communiste und später der Kommunistischen Partei Frankreichs (PCF). Er beteiligte sich als führendes Mitglied an der Résistance während des Zweiten Weltkriegs. Aus der PCF trat er im Jahr 1970 aus.
Die Académie royale des Sciences, des Lettres et des Beaux-Arts de Belgique nahm ihn im Dezember 1976 als assoziiertes Mitglied auf. 1991 wurde Vernant in die American Academy of Arts and Sciences und 1994 in die British Academy gewählt.

## Kritik
Vernants Ansatz brachte ihm besonders in Italien – auch und gerade von marxistisch geprägten Philologen – vehemente Kritik ein, die ihm unter anderem vorwarf, ahistorisch zu arbeiten, die individuellen Charakteristika der Autoren zu vernachlässigen, und sogar die Texte zu manipulieren, indem er sie mit Kategorien beschrieben habe, die ihnen grundsätzlich fremd seien (zum Beispiel Polysemie und Mehrdeutigkeit).

## Schriften
- Les origines de la pensée grecque. Presses Universitaires de France, Paris 1962.
  - deutsche Übersetzung: Die Entstehung des griechischen Denkens. Suhrkamp, Frankfurt am Main 1982, ISBN 3-518-11150-7.
- Mythe et pensée chez les Grecs: Etudes de psychologie historique. Maspero, Paris 1965 (Neuauflage: La Découverte, Paris 2007).
  - deutsche Übersetzung von Horst Brühmann: Mythos und Denken bei den Griechen. Historisch-psychologische Studien. Konstanz University Press, Konstanz 2016, ISBN 978-3-86253-053-3.
- Problèmes de la guerre en Grèce ancienne. Mouton, Paris/La Haye 1968.
- mit Pierre Vidal-Naquet: Mythe et tragédie en Grèce ancienne. Maspero, Paris 1973.
  - englische Übersetzung: Tragedy and myth in ancient Greece. Harvester Press, Brighton (Sussex) 1981, ISBN 0-85527-916-8.
- mit Marcel Detienne: Les ruses de l’intelligence: la mètis des Grecs. Flammarion, Paris 1974.
- Mythe et société en Grèce ancienne. Maspero, Paris 1974.
  - deutsche Übersetzung: Mythos und Gesellschaft im alten Griechenland. Suhrkamp, Frankfurt am Main 1987, ISBN 3-518-11381-X.
- mit Marcel Detienne: La cuisine du sacrifice en pays grec. Gallimard, Paris 1979, ISBN 2-07-028655-X.
- als Herausgeber mit Gherardo Gnoli: La mort, les morts dans les sociétés anciennes. Cambridge University Press, Cambridge 1982 (online).
- La mort dans les yeux. Figures de l’Autre en Grèce ancienne: Artémis, Gorgo. Hachette, Paris 1985.
  - deutsche Übersetzung: Tod in den Augen: Figuren des Anderen im griechischen Altertum: Artemis und Gorgo (= Fischer Wissenschaft. Band 7401). Fischer Taschenbuchverlag, Frankfurt am Main 1988, ISBN 3-596-27401-X.
- mit Pierre Vidal-Naquet: Mythe et tragédie en Grèce ancienne. Band 2. Maspero, Paris 1986, ISBN 2-7071-1590-8.
  - englische Übersetzung: Myth and tragedy in ancient Greece. Zone Books, New York 1988, ISBN 0-942299-18-3 (Übersetzung beider Bände).
- mit Pierre Vidal-Naquet: Travail et esclavage en Grèce ancienne. Éd. Complexe, Bruxelles 1988, ISBN 2-87027-246-4.
- L’individu, la mort, l’amour. Soi-même et l’autre en Grèce ancienne. Gallimard, Paris 1989, ISBN 2-07-071503-5.
- Mythe et religion en Grèce ancienne. Éd. du Seuil, Paris 1990, ISBN 2-02-010489-X.
  - deutsche Übersetzung: Mythos und Religion im alten Griechenland. Campus, Frankfurt am Main 1995, ISBN 3-593-35259-1.
- als Herausgeber: L’homme grec. Éd. du Seuil, Paris 1993.
  - deutsche Übersetzung: Der Mensch der griechischen Antike. Campus, Frankfurt am Main 1993, ISBN 3-593-34915-9.
- Passé et présent: contributions à une psychologie historique. Herausgegeben von Riccardo Di Donato. 2 Bände, Ed. di Storia e Letteratura, Roma 1995.
- Entre mythe et politique. Éd. du Seuil, Paris 1996, ISBN 2-02-023747-4.
  - deutsche Übersetzung: Zwischen Mythos und Politik. Eine intellektuelle Autobiographie. Wagenbach, Berlin 1997, ISBN 3-8031-3593-1.
- Der maskierte Dionysos: Stadtplanung und Geschlechterrollen in der griechischen Antike (= Kleine kulturwissenschaftliche Bibliothek. Band 55). Wagenbach, Berlin 1996, ISBN 3-8031-5155-4 (deutsche Übersetzung dreier zwischen 1963 und 1985 erschienener Aufsätze).
- L’Univers, les dieux, les hommes. Éd. du Seuil, Paris 1999, ISBN 2-02-038227-X.
  - deutsche Übersetzung: Götter und Menschen. Jean-Pierre Vernant erzählt griechische Geschichten von den Ursprüngen. DuMont, Köln 2000, ISBN 3-7701-5330-8.
- Oeuvres. Religions, rationalités, politique. 2 Bände, Éd. du Seuil, Paris 2007, ISBN 978-2-02-092375-0 (enthält viele der oben genannten Titel).